# アシア・ジェバール
アシア・ジェバール（アラビア語: آسيا جبار、フランス語: Assia Djebar、1936年6月30日 - 2015年2月6日）は、アルジェリアの小説家、映像作家、大学教員。

## 来歴
1955年にアルジェリアの女性として初めてフランスの高等師範学校に入学し、2005年にマグレブ出身者として初めてアカデミー・フランセーズの会員に選出された（400年近い歴史において5人目の女性会員）。ティパザ県シェルシェルで母方の部族の女性たちに聞き取りを行い、その「沈黙の声」を伝えるために映画『シェヌア山の女たちのヌーバ』を制作。以後もアルジェリアの女性たちを描いた『居室のなかのアルジェの女たち』、『墓のない女』などを発表し、ノイシュタット国際文学賞、ドイツ書籍協会平和賞など多くの文学賞を受賞した。また、歴史学者として主にマグレブの歴史を研究し、アルジェ大学、ルイジアナ州立大学、ニューヨーク大学などで教鞭を執った。

## 生涯

### 背景
アシア・ジェバールは1936年6月30日、ファーティマ＝ゾフラー・イマライェーヌ（Fatima-Zohra Imalayène）としてアルジェ県（現ブイラ県）のアイン・ベセムの小村ウレド・ハム（Ouled Hamou）に生まれた。母バヒア・サフラウイ（Bahia Sahraoui）の祖先は、代々アルジェリア北端のシェルシェル（かつてマウレタニア王国の首都であったセザレー）に住んでいた部族で、フランスによるアルジェリア侵略・植民地化（1830-1847）に抵抗して、アブド・アブデルカデルとともに闘ったベルカニ族（Berkani）であり、父タハル・イマライェーヌ（Tahar Imalayène）の祖先はベルベル人である。

### 教育
父タハルは小学校教員であり、自らフランス語を習得して教えていたことから、ジェバールをフランス語の学校に入れた。彼女は他の部族の言語も学び、マドラサ（コーランの教えに基づくアラビア語の学校、イスラム学校）にも通った。こうした幅広い教育、外の世界に開かれた教育、さらなる可能性を切り開くための高等教育を受けることになったのは父親の影響によるものであった。
ブリダ県ムザイアの小学校を卒業後、県都ブリダのリセで中等教育を受け、古典文学、特にギリシア、ラテンの古典文学を学んだ。バカロレア取得後、アルジェのリセ・ビュジョー（現リセ・エミール＝アブデルカデル）の文科大学（グランゼコール）準備級に進んだ。リセの学長の勧めでフランスのグランゼコール準備級に進むことになり、1954年10月に渡仏。パリ6区のリセ・フェネオンに入学した。
1955年にアルジェリアの女性として初めて高等師範学校（1881年創設の女子高等師範学校（ENSJF）、通称セーヴル高等師範学校、1985年にパリ高等師範学校に合併）に入学した。アラブの歴史・文化を専攻したかったが、高等師範学校には関連の学部・学科がなかったため、歴史学を専攻した。

### アルジェリア独立戦争
ジェバールが渡仏した直後の1954年11月1日、アルジェリア民族解放戦線（FLN）が率いる一斉蜂起によりアルジェリア独立戦争が勃発し、1956年5月、民族解放戦線の呼びかけに応じてアルジェリア・イスラム教徒学生総同盟（UGEMA）が講義・試験のボイコットによる「解放のための闘争」を開始した。学業を中断してFLNの民族解放軍に入隊する学生もいた。彼らは「自由なくして学位に意味はない」、「学位を一つ余分に取ったからといって立派な死体になれるわけではない。我々の民族が果敢に闘っているときに、学業を続けて学位を次々と取ったところで、それが何になるのか」と訴えた。アルジェリア・イスラム教徒学生総同盟は翌1957年の10月に「新国家建設」という「新たな使命」を担う者として、民族解放戦線から独立した活動を開始するためにボイコットを中止することになるが、この運動を支持したジェバールは、高等師範学校の試験を受けず、したがって学位を取得しなかった。
1958年に民族解放戦線の活動家アフメド・ウルド＝ルイス（Ahmed Ould-Rouis）と結婚し、チュニス（チュニジア）に亡命した。彼とは1975年に離婚し、1981年にフランス語アルジェリア文学の作家マレク・アルーアと再婚、2005年に離婚した。ウルド＝ルイスはヴァリド・ガルン（Walid Garn）の筆名で活躍した作家で、ジェバールが1969年に発表した戯曲『赤い、夜明け』の執筆に協力し、アルーアはジェバールが1982年に制作した映画『ゼルダ、あるいは忘却の歌』の脚本を書いている。また、ジェバールとウルド＝ルイスは、1965年に5歳の男児（モハメド・ガルン）を孤児院から引き取り、養子にした。アルジェリア戦争中に生まれたモハメドの実の母は、彼が2000年に裁判を起こしたときに初めてフランス軍に拷問・暴行されたことを明らかにした。ジェバールには息子のほか、ジャリラ・イマライェーヌ＝ジェンナヌ（Jalila Imalhayène-Djennane）という娘がいる。
夫とともにチュニスに逃れたジェバールは地下活動に入り、国境近くでアルジェリア難民と連絡を取って彼らに取材し、併せて現地の歴史・文化についても調査を行った。この調査は彼女の後の研究の基盤となる。さらにアルジェリア共産党系の『エル・ムジャヒド』紙に寄稿していた独立運動家で精神科医のフランツ・ファノンに連絡を取り、取材した内容を記事にして同紙に寄稿した。

### 教育・研究
ジェバールは次にモロッコに亡命し、1959年から1962年までラバト文科大学でマグレブ近現代史を教える傍ら、イスラム学者のルイ・マシニョンとジャック・ベルクに師事し、博士論文執筆のためにマグレブの中世史と19世紀の歴史について研究し始めた。教職に就いていたうえに、すでに創作活動を開始していたため、博士号を取得するのは作家として名を成した後の1999年のことだが、このときは「フランス語マグレブ小説 - 2つの言語、2つの文化の間で - 40年の歩み - アシア・ジェバール 1957-1997」と題する博士論文をポール・ヴァレリー＝モンペリエ大学に提出した。
1962年のアルジェリア独立後に帰国し、同年からアルジェ大学で歴史学を教え、新聞・雑誌にも寄稿した。だが、アラブ化政策により高等教育の社会科学の講義はアラビア語で行うことが義務付けられたため、いったん教職を離れ、1974年から1980年まで再びアルジェ大学で今度は文学（フランス語圏文学）と映画の講座を担当した。
1974年から映像作家として活躍し始め、1980年以降は執筆活動に専念（後述）。再び教職に就くのは1995年以上のことで、同年から2001年まではルイジアナ州立大学（バトンルージュ）、2001年からはニューヨーク大学の教授を務めた。ルイジアナ州では、州立フランス・フランス語圏研究センターの所長を兼任した。

### 作家としての活動

#### アルジェリアのサガン
ジェバールが処女作『渇き』を発表したのは1957年、まだ高等師範学校の学生であった20歳のときのことである。彼女はこのとき初めてアシア・ジェバールという筆名を使った。「アシア（Assia）」は「慰め（consolation）」または「慰める女性（celle qui console）」、「ジェバール（Djebar）」は「誇り（fierté）」、または「非妥協、一徹さ（intransigeance）」の意味である。
『渇き』は奔放な若いアルジェリア女性ナディアを主人公とする小説であり、3年前（1954年）に発表されて大きな反響を呼んだフランソワーズ・サガンの『悲しみよこんにちは』の主人公セシルの生き方に共通するところがあることから、ジェバールは「北アフリカのフランソワーズ・サガン」、「アルジェリアのサガン」と称されることになった。『渇き』は好評を博し、早くも翌1958年に英訳が『悪戯（The Mischief）』として刊行されたが、作品の文学的な価値とは別に、アルジェリア戦争のさなかにこのような小説を書いたことに対する道徳的な観点からの批判もあった。実際、フランス語アルジェリア作家の第一世代を代表するムールード・フェラウンの『貧者の息子』（1950年刊）、ムールード・マムリの『忘れられた丘』（1952年刊）、ムハンマド・ディブの『大きな家』（1952年刊）、カテブ・ヤシーンの『ネジュマ』（1956年刊）はすべて植民地主義の問題を描いた作品であった。
ジェバールは1958年に同じくアルジェリアの若い女性たちを描いた『待ちきれない者たち』、アルジェリア独立直後の1962年に『新世界の子どもたち』を発表した。『新世界の子どもたち』はこの続編とされる1967年発表の『うぶな雲雀たち』とともにアルジェリア独立に対する女性たちの貢献、そしてこの過程における女性解放運動の起こりを描いた作品である。

#### アルジェの女たち

ドラクロワの『アルジェの女たち』- ジェバールの『居室のなかのアルジェの女たち』の表紙に掲載された。

ジェバールは研究・教育活動との兼ね合い、また映画制作とそのための調査を始めたこともあって、この後1980年まで13年間小説を発表していない。1980年に発表した短編集『居室のなかのアルジェの女たち』は、ドラクロワの『アルジェの女たち（Femmes d'Alger dans leur appartement）』（1834年）と同一のタイトルであり、この作品とこれに触発されてピカソが1954年から55年にかけて制作した『アルジェの女たち（Les Femmes d'Alger）』に描かれる女性たち、しばしばオリエンタリズムと批判されるこれらの女性たちの描写について彼女なりの解釈を試みた、評論と虚構の交錯する作品であり、文学と絵画（言葉とイメージ）の対話である。本書にはピカソの『泣く女』との「対話」である「泣く女」と題する短編も含まれる。ジェバールの著書は（初期のものを除いて）その多くがアルバン・ミシェル出版社から刊行されているが、唯一この『居室のなかのアルジェの女たち』だけは、フェミニストのアントワネット・フークがフランス女性解放運動（MLF）の一環として1972年に創刊したデ・ファム出版社（女性出版社）から刊行された。

#### シェヌア山の女たち

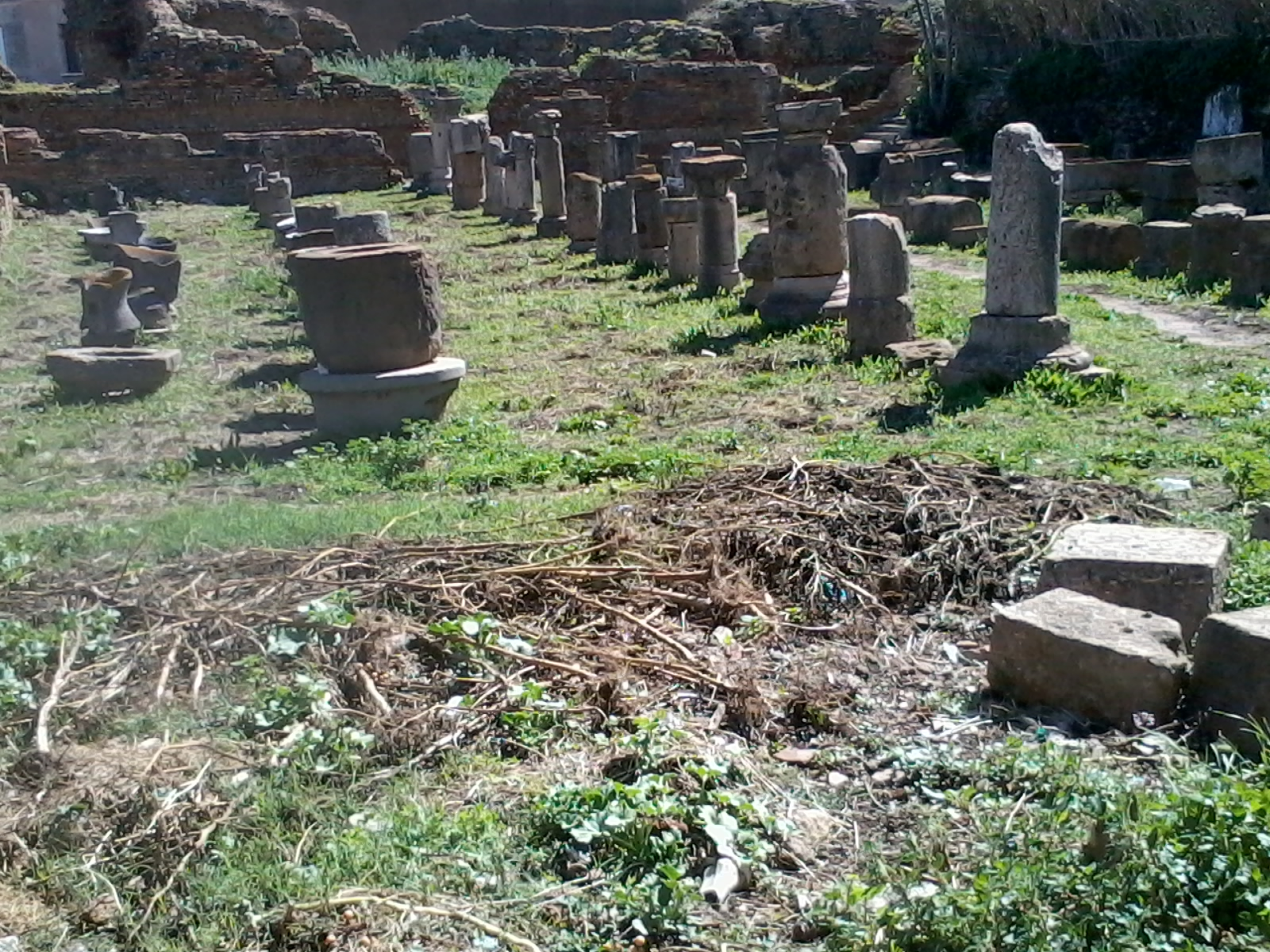
古代ローマの遺跡が残る古都セザレー（シェルシェル）

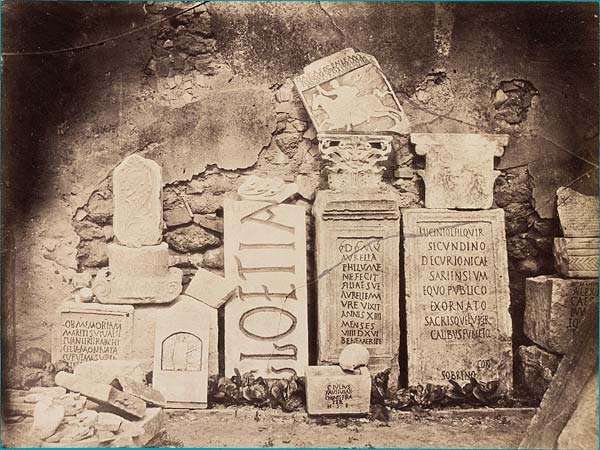
セザレーの古代ローマの遺跡

ジェバールの初期の小説と、13年のブランクを経て発表された『居室のなかのアルジェの女たち』以降の作品は題材も作風もかなり異なる。彼女はこの間に母方のベルカニ族の土地シェルシェル（現ティパザ県内）で長期にわたって調査を行った。アルジェリア北端のシェルシェルは、北は地中海に面し、南はシェヌア山とダフラ山地に取り囲まれている。彼女はこの地で農業を営む女性たちに植民地時代・アルジェリア戦争中の体験について聞き取りを行い、これに基づいて『シェヌア山の女たちのヌーバ』（1978年）、『ゼルダ、あるいは忘却の歌』（1982年）の2本の映画を制作した。いずれも記録映画的なフィクションである。『シェヌア山の女たちのヌーバ』の「ヌーバ」は、アラブ・アンダルシア音楽（マグレブ諸国で誕生し、アラブ民族がイベリア半島（アンダルシア）を支配していた9世紀から12世紀にかけて発展した古典音楽）の一形式で、楽器と歌の組曲であり、『ゼルダ、あるいは忘却の歌』の「ゼルダ（zerda）」は、土地の聖人を讃える儀式（祭り）である。いずれもアラビア語とフランス語で制作されたテレビ映画で、最初は国営テレビ局アルジェリア・テレビでそれぞれ1978年と1982年に放映された。『シェヌア山の女たちのヌーバ』では、1913年にアルジェリア北東部のオーレス山地で民謡を収集したバルトークへの共感から、彼の音楽を使っている。『シェヌア山の女たちのヌーバ』はさらにチュニス県のカルタージュで上映され、翌1979年にヴェネツィア・ビエンナーレで国際批評家賞を受賞、『ゼルダ、あるいは忘却の歌』は1983年にベルリン国際映画祭で特別賞の「歴史映画最優秀賞」を受賞した（受賞・栄誉参照）。
ジェバールは、「シェヌア山の女たち」の声を「殺すのではなく、目覚めさせ」、「亡くなった多くの女たちを蘇らせ」、「強いられた沈黙の声、ヴェールに覆われ、押し殺された声を解放するために」これらの映画や『居室のなかのアルジェの女たち』以降の作品を書いたと語っている。
2002年に発表した小説『墓のない女』は、映像作家である語り手が1976年に映画制作のためにシェルシェルを訪れ、この地に暮らした一人の女性ズリハの情熱的・悲劇的な人生について知り、女性たちへの聞き取りに基づいてズリハの生涯を描くという設定であり、上記の調査、聞き取り、映画制作の過程を反映するもう一つの物語である。

#### 歴史上の女性を主人公にしたフィクション
一方でこれまでの歴史研究に基づく小説として、フランスによるアルジェリア占領から独立までをたどった『愛、ファンタジア』（1985年、歴史を喚起する力強い作品としてフランス・アラブ友好賞 受賞）、アルジェリアにおける男性支配やハレムの習慣を描いた『影スルタン妃』（1987年）、預言者ムハンマドがメディナで死去した後のアイシャらの妻たち、ベドウィン諸部族の王妃、女預言者、女戦士、ムハンマドの娘ファーティマなどの女性たちを歴史的事実と虚構を交えながら描いた『メディナから遠く離れて』（1991年）などを発表した。
また、同じ題材により、2000年にはロッテルダム劇場（オランダ）からの依頼で3幕の歌劇『アイシャとメディナの女たち』を執筆した。

#### 暗黒の10年の女たち
1980年まではアルジェ大学で教鞭を執りながらシェルシェルで調査を行い、映画を制作するという多岐にわたる活動を行っていたジェバールだが、アラブ化・イスラム化が進むなか、次第に活動が制限されたため、1980年にアルジェ大学を辞任してパリ郊外に居を構え、以後、専らフランス語での執筆（小説、随筆、戯曲、評論）に専念した。侵略と植民地支配からようやく解放されたアルジェリアが今度はイスラム主義の台頭によって1990年代に暗黒の10年（アルジェリア内戦）に突入すると、ジェバールは再び、暴力や死に直面する女性たちの姿を通してアルジェリアの現実を描いた『アルジェリアの白』（1996年）、『オラン、死んだ言葉』（1997年）のような小説に取り組み始めた。

### 文化の境界を越えて
ジェバールは創作活動、教育・研究活動だけでなく、自作の朗読会や講演会でドイツ、イタリア、イギリス、アメリカなどを訪れ、1983年から1989年までの6年間は、ミッテラン政権下で経済・財政・予算大臣、国防大臣、首相を歴任したピエール・ベレゴヴォワからの依頼で、社会行動基金（FAS）理事会にアルジェリア移民代表として参加した。
2005年6月16日にアカデミー・フランセーズの会員に選出された。マルグリット・ユルスナールが1980年に女性で初めてアカデミー・フランセーズの会員に選出されてから25年目にして5人目、すなわち、400年近いアカデミーの歴史において5人目の女性会員である（2018年までに9人の女性が選出された）。
ジェバールは、アカデミー・フランセーズ会員就任式の演説で、「フランス帝国時代の北アフリカは、イギリス、ポルトガル、ベルギーの植民地だったアフリカの他の地域と同様に、一世紀半にわたって、その自然の富を奪われ、社会的基盤を破壊された」、そしてアルジェリアでは、「そのアイデンティティに関わる二つの言語、長い歴史をもつ世俗のベルベル語とアラビア語が教育から排除された」、エメ・セゼールはすでに1950年に『植民地主義論』において、「アフリカやアジアでの植民地戦争がいかにヨーロッパを「非文明化」し、「野蛮化」したか」を示していたことを指摘し、最後に、「私は（ダンテの『神曲』の）至高天（エンピレオ）でフランソワ・ラブレーとイブン・スィーナーが対話している様子を思い描いている」と締めくくった。
2015年2月6日、パリにて死去、享年78歳。ティパザ県のシェルシェル墓地に埋葬された。

## 著書

### 小説
- 『渇き』（La Soif）1957年
- 『待ちきれない者たち』（Les Impatients）1958年
- 『新世界の子どもたち』（Les Enfants du Nouveau Monde）1962年
- 『うぶな雲雀たち』（Les Alouettes naïves）1967年
- 『居室のなかのアルジェの女たち』（Femmes d'Alger dans leur appartement）1980年
  - 「泣く女（La femme qui pleure）」「流謫の生活などというものはない（Il n’y a pas d’exil）」「かつての生活へのノスタルジー（Nostalgie de la Horde）」福田育弘訳、『群像』1996年6月号（講談社）所収
- 『愛、ファンタジア』（L'Amour, la fantasia）1985年
  - 石川清子訳、みすず書房、2011年
- 『影スルタン妃』（Ombre sultane）1987年
- 『メディナから遠く離れて』（Loin de Médine）1991年
- 『アルジェリアのある夏の記録』（Chronique d'un été algérien : ici et là-bas）1993年
- 『広大なり、牢獄は』（Vaste est la prison）1995年
- 『アルジェリアの白』（Le Blanc de l'Algérie）1996年
- 『オラン、死んだ言葉』（Oran, langue morte）1997年
- 『ストラスブールの夜』（Les Nuits de Strasbourg）1997年
- 『わたしに絶えず付きまとうあの声たち』（Ces voix qui m'assiègent... en marge de ma francophonie）1999年
- 『墓のない女』（La Femme sans sépulture）2002年 
  - 持田明子訳、藤原書店、2011年
- 『フランス語の消滅』（La Disparition de la langue française）2003年
- 『父の家のどこにも居場所がない』（Nulle part dans la maison de mon père）2007年

### 戯曲
- 『赤い、夜明け』（Rouge l'aube）1969年
- 『風と嵐のなかのイスマエルの娘たち』（Filles d'Ismaël dans le vent et la tempête）2000年
- 『アイシャとメディナの女たち』（Aicha et les femmes de Médine）2000年

### 詩集
- 『幸福なアルジェリアのための詩集』（Poèmes pour l'Algérie heureuse）1969年

### 映画
- 『シェヌア山の女たちのヌーバ』（La Nouba des femmes du Mont Chenoua）1978年
- 『ゼルダ、あるいは忘却の歌』（La Zerda ou les chants de l'oubli）1982年

## 受賞・栄誉
特記する場合を除いて出典はアカデミー・フランセーズ。併せて、持田明子「マグレブを代表する女性作家」参照。

### 文学賞
- 1979年、ヴェネツィア・ビエンナーレ国際批評家賞 -『シェヌア山の女たちのヌーバ』に対して
- 1983年、ベルリン国際映画祭の特別賞「歴史映画最優秀賞」-『ゼルダ、あるいは忘却の歌』に対して[42]
- 1985年、フランス・アラブ友好賞（フランス語版） -『愛、ファンタジア』に対して[8]
- 1989年、エキュメニカル・センター文学賞（リベラトゥール賞: Literaturpreis des Ökumenischen Zentrums、フランクフルト、ドイツ）-『影スルタン妃』に対して[43][44]
- 1995年、モーリス・メーテルリンク賞（ブリュッセル、ベルギー）
- 1996年、ノイシュタット国際文学賞（米国）
- 1997年、マルグリット・ユルスナール賞（ボストン、米国）
- 1998年、パルミ国際賞（Prix international de Palmi、イタリア）
- 1999年、『フランス研究』誌賞（フランス語版） -『わたしに絶えず付きまとうあの声たち』に対して[45]
- 2000年、ドイツ書籍協会平和賞（フランクフルト）
- 2005年、パブロ・ネルーダ国際賞（イタリア）
- 2006年、グリンツァーネ・カヴール国際賞（フランス語版）・読書賞（トリノ、イタリア）

### 勲章
- レジオンドヌール勲章シュヴァリエ
- 芸術文化勲章コマンドゥール

### 名誉教授
- コンコルディア大学（モントリオール、カナダ）
- オスナブリュック大学（ドイツ）
- ウィーン大学（オーストリア）

### 学会
- 1999年、ベルギー王立フランス語・フランス文学アカデミー（フランス語版）
- 2005年、アカデミー・フランセーズ